# Monarquia da Suécia
A Monarquia da Suécia é uma monarquia constitucional do Reino da Suécia. Desta forma, o rei ou a rainha, como chefe de Estado, é o mais alto cargo público do país. De acordo com o Ato de Sucessão à Coroa Sueca de 1810, o país é uma monarquia hereditária, e a coroa deve ser herdada entre os integrantes da Casa de Bernadotte. Desde 1979, o cargo pode ser ocupado por uma mulher.

## Monarquia da Suécia

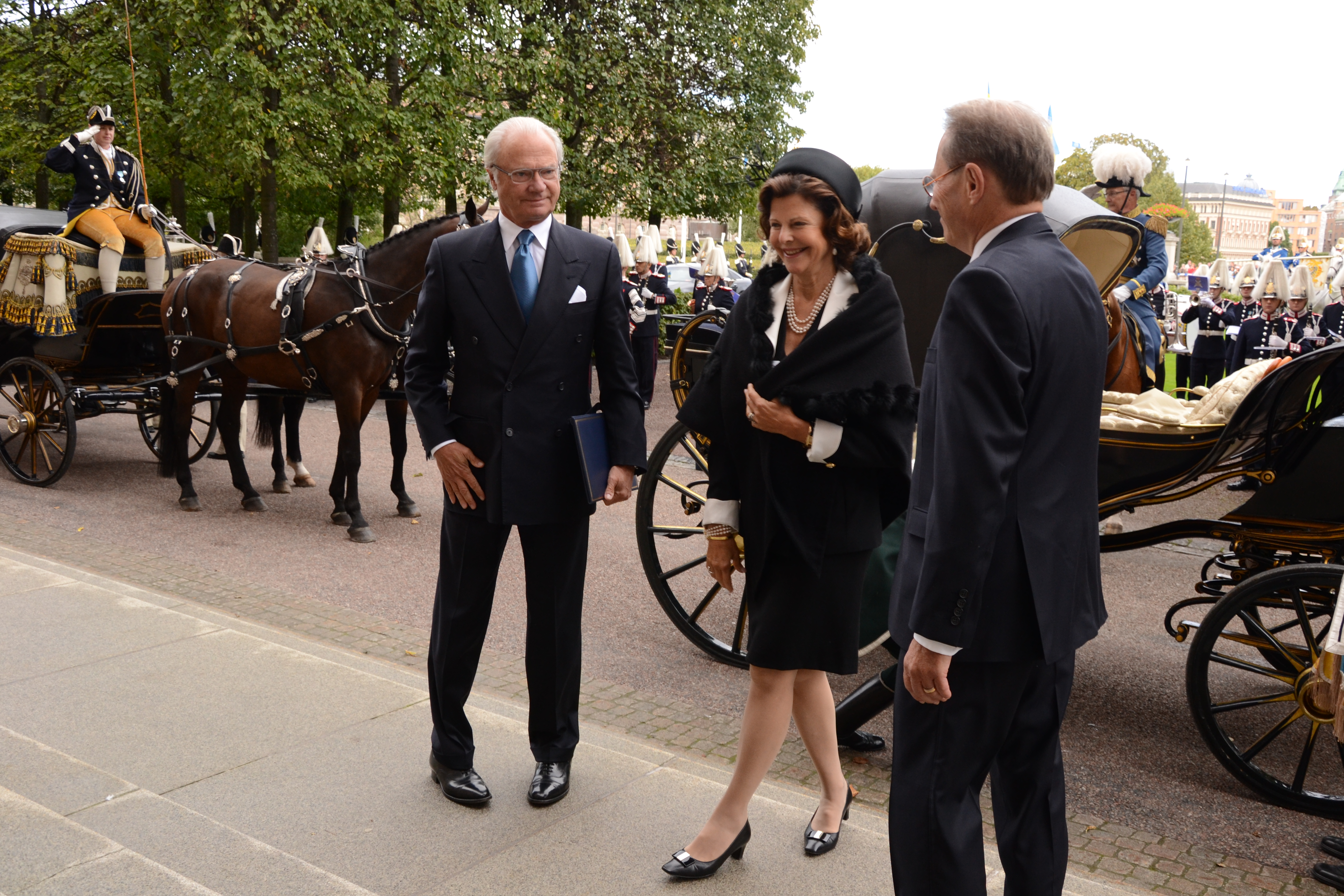
O Rei e a Rainha da Suécia num ato oficial em 2011

A monarquia da Suécia é uma das mais antigas do mundo e baseia-se em tradições que se estendem há mais de mil anos atrás.
O número de monarcas durante este período de tempo atingiu mais de 70 reis e rainhas, todos os quais podem ser especificados pelo nome. 
Carlos XVI Gustavo é o sétimo rei da dinastia Bernadotte no trono da Suécia. Ele sucedeu ao seu avô, o Rei Gustavo VI Adolfo em 15 de setembro de 1973.

## Papel constitucional
A Suécia é uma monarquia constitucional, onde o rei Carlos XVI Gustavo é o chefe de Estado, porém com poderes limitados a funções oficiais e cerimoniais.
Até 1809, o monarca tinha grande poder político, mas nesse ano foi decidido que ele passaria a partilhar esse poder com o governo e o parlamento. Em 1974, o parlamento da Suécia retirou definitivamente todo o poder político ao monarca. Pela constituição do país - de acordo com o Instrumento de Governo (Regeringsformen), o papel do rei fica reduzido a funções como representar o país no estrangeiro, receber chefes de estado de outros países, participar formalmente em algumas reuniões governamentais, a representar as forças armadas, ocupando os cargos de General e Almirante, e a presidir à cerimónia de atribuição dos Prêmios Nobel.
A Economist Intelligence Unit, embora reconhecendo que a democracia é algo complexo de ser medido, classificou a Suécia no primeiro lugar do Índice de Democracia, entre 167 países. O principal órgão legislativo da nação é o Riksdag (Parlamento da Suécia), com 349 membros que escolhem o primeiro-ministro do país. As eleições legislativas são realizadas a cada quatro anos, no terceiro domingo de setembro.

## História

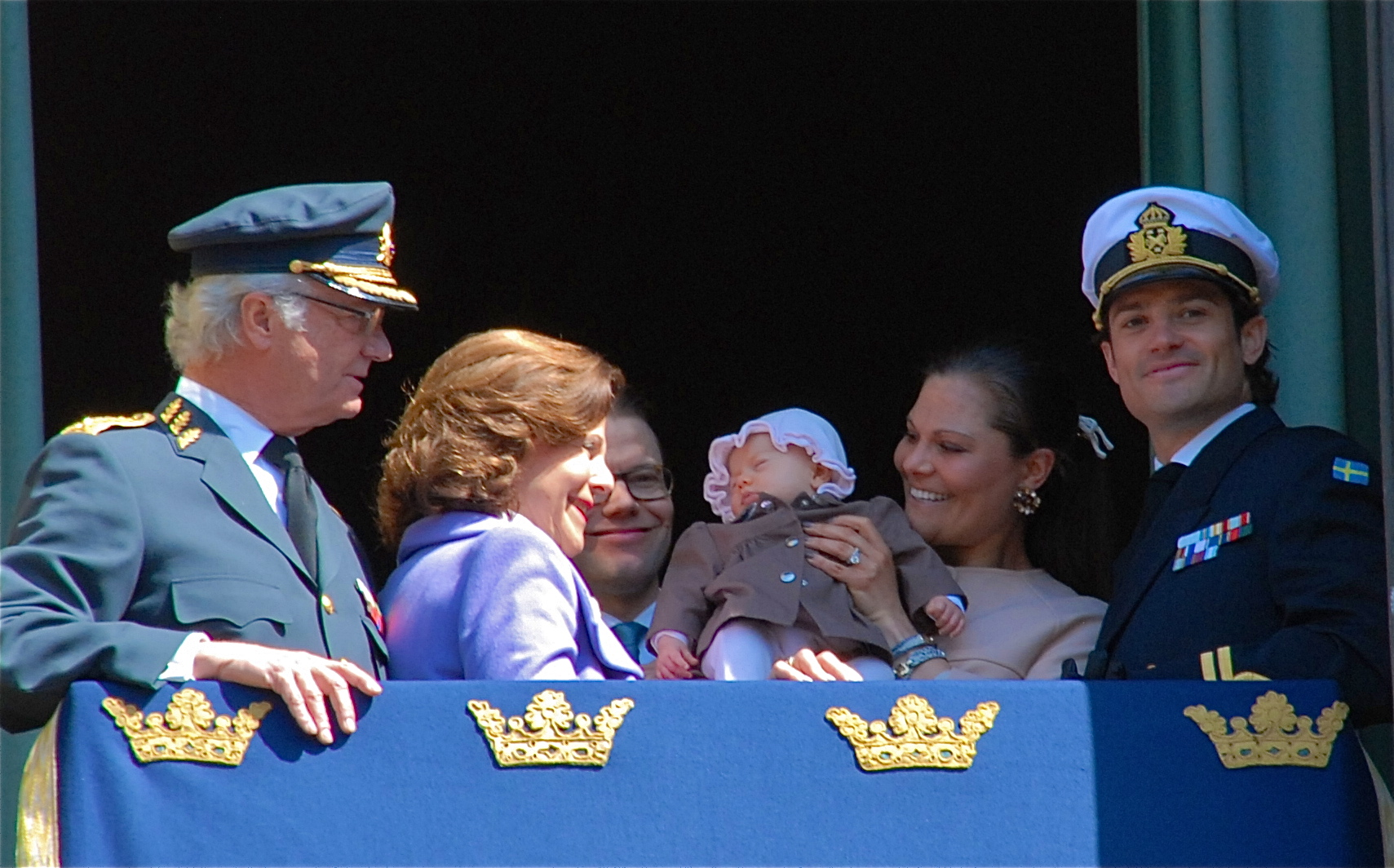
Família real sueca.

A Suécia foi um reino desde os tempos pré-históricos. Já no primeiro século, Tácito escreveu que o Suiones tinha um rei, mas a ordem de sucessão dos reis mais tarde histórica da Suécia não é conhecida, exceto o que é contabilizado historicamente nas controversas sagas nórdicas.
Originalmente, o rei sueco tinha pouco poder, e que era restrito,e acumulava as funções de um senhor da guerra,juiz e sacerdote no templo de Uppsala. É um testemunho a esta falta de influência que existem milhares de runas comemorando plebeus, mas não crónica sobre os reis da Suécia, antes do século XIV (apesar de numa lista de reis foi adicionado na lei Westrogothic), e apenas a poucos anos de pode mencionar os reis: Gs 11 (Emund o Velho), U 11 (Haakon, o Vermelho) e U 861 (Blot-Sweyn). 
O poder do rei era, no entanto, bastante fortalecido com a introdução do cristianismo durante o século XI, e dos séculos seguintes viram um processo de consolidação do poder nas mãos do rei. 
O rei era tradicionalmente eleitos em Pedras de Mora, e as pessoas tinham o direito de eleger tanto o rei e para depô-lo. As pedras eram, no entanto, eram destruídas por volta do ano de 1515. 
A presente dinastia Bernadotte foi estabelecida durante as Guerras Napoleónicas através da Constituição de 1809 e a Lei de Sucessão de 1810, em uma revolução sem derramamento de sangue depois de a Finlândia, e em seguida, a metade oriental do reino ter sido perdida para a Rússia . 
A Constituição do século XIX dividiu os poderes do governo entre o Riksdag e o monarca. Após a descoberta do parlamentarismo em 1917 os poderes do rei foram consideravelmente reduzidos, e ele tornou-se um monarca constitucional, com apenas autoridade limitada política.

## Chefe de Estado

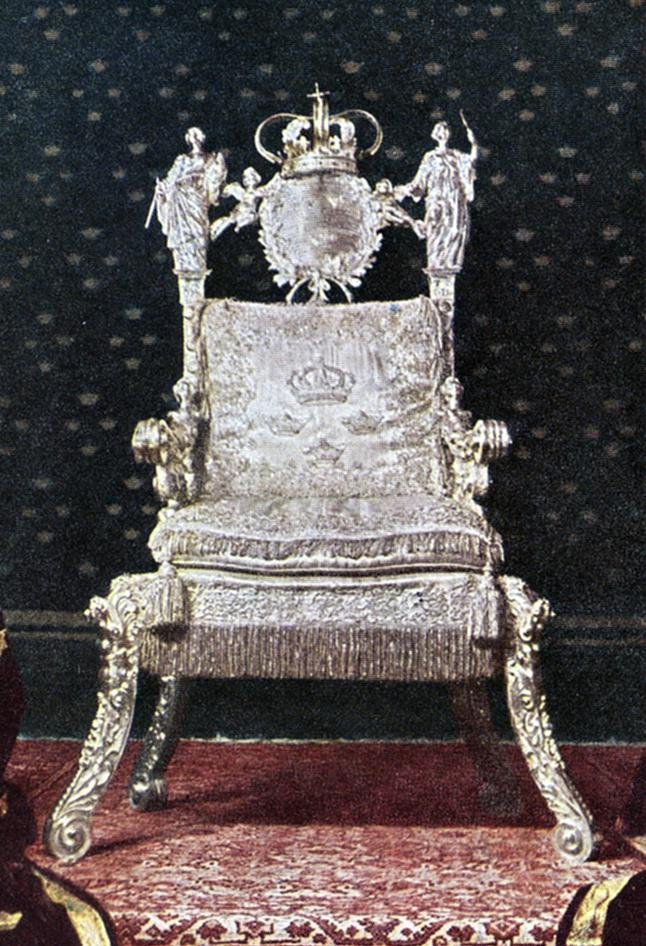
O Trono de Prata, do monarca sueco desde 1650

Em 1974, um novo instrumento do Governo tornou-se parte da Constituição, que aboliu o Conselho Privado como a instituição do governo e retirou ao Monarca praticamente todos os poderes formais, mantendo-o como chefe de Estado. Muitas das reais funções anteriores políticas foram transferidas para o Presidente do Parlamento. O monarca lidera o Conselho Privado em uma sessão que estabelece o novo governo após a eleição geral ou remodelação do gabinete. O rei também preside o Comité de Relações Exteriores (Utrikesnämnden), um órgão que serve para informar oficialmente o chefe de Estado e os líderes da oposição de assuntos governamentais. A aprovação de projetos no parlamento sueco torna-se lei sem ter de adquirir assinatura real. Assim, na Suécia, ao contrário da maioria das monarquias constitucionais, o monarca já não é sequer o executivo-chefe nominal. 
Outra reforma constitucional em 1980 mudou as regras para a sucessão de igual primogenitura. Isto permitiu a coroa passar para o filho mais velho, independentemente de género e, assim, instalada a princesa Vitória, Princesa Herdeira da Suécia como herdeira sobre o seu irmão mais novo, príncipe Carlos Filipe da Suécia.

## Título completo
O título simplificado que foi usado às vezes em circunstâncias menos formais foi Rex Sveciae ou Sveriges Konung, o rei da Suécia. O título completo tradicional do soberano sueco foi: Pela graça de Deus, Rei de Suécia, os godos/geatas e os vendos (sueco: med Guds Nade Sveriges, Götes och Vendes Konung; Latim: Dei Gratia Suecorum, Gothorum et Vandalorum Rex, às vezes, a primeira parte do título do Latino foi Svionum ou Sveonum, todo o sentido os suecos não, Suécia). Outros títulos que faziam parte do título completo antes da Casa de Bernadotte, que aderiram ao trono em 1818, foram: Grande Príncipe da Finlândia, Duque de Escânia, Estónia, Livônia, Carélia, Brema, Verden, Stettin, Pomerânia, Cassubia e Vêndia, Príncipe de Rügen, Senhor da Íngria e Wismar, Conde Palatino do Reno, Duque de Baviera, Jülich, Cleves e Berg. 

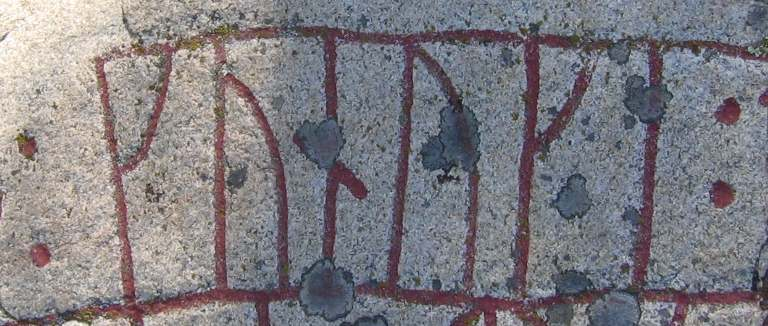
kunuki, ou seja konungi, o caso data para Old Norse konungr, "rei". Refere-se ao rei Håkan o Red no século XI

Durante o reinado da dinastia Holstein-Gottorp o herdeiro do título da Noruega (sueco: Arvinge até Norge) foi adicionado, com também outros títulos que estavam ligados a duques de Holstein-Gottorp. Quando a Noruega após as guerras napoleónicas foi incluído em uma união pessoal com a Suécia, o título de Rei da Noruega também foi incluído no título. Na ortografia no título sueco foi Sweriges, Norriges, Göthes och Wendes Konung. Este título tradicional completa com alterações menores tinha sido usadas desde o estabelecimento da monarquia hereditária em 1544. Por exemplo, o título Vendes Konung "King of the vendos" começou a ser usada então. No entanto o título Gotes Konung "rei dos godos", remonta a Magnus Ladulas e Erik o Santo e o título Rei dos suecos Svea Konung, remonta a esses tempos também.  Este último título foi, porém, já no século XVI mudado para o título Sveriges Konung, o rei da Suécia, e esta forma abreviada do título também foi usado com frequência. Carl XVI Gustaf , em vez disso escolheu o título de Rei pura e simples da Suécia (Suécia : Sveriges Konung), terminando assim uma antiga tradição. 
Tais inovações são refletidas no seu lema pessoal: "Para a Suécia, com os tempos".

## Tradições

### Batismos

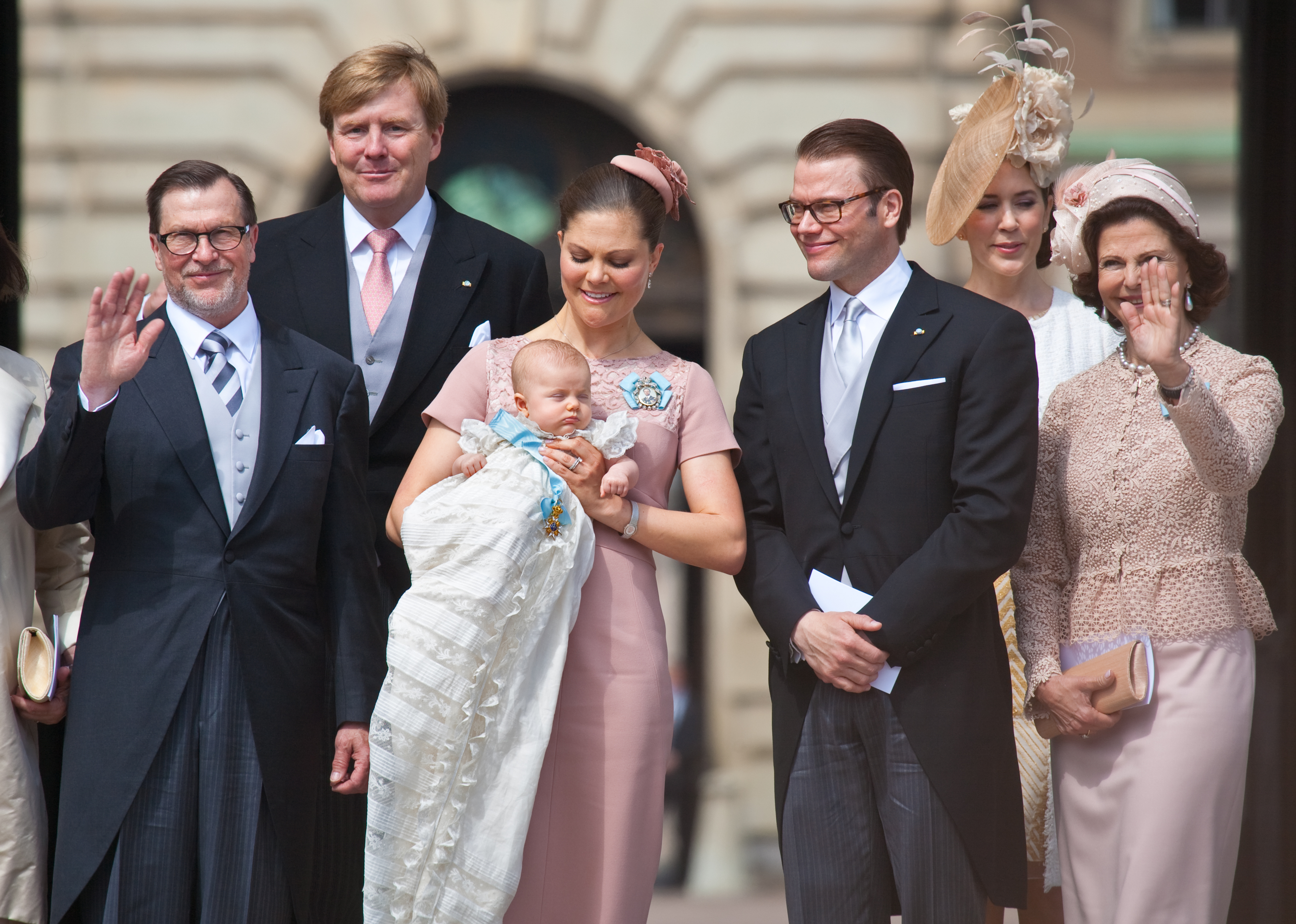
A Princesa Estele com os pais e os padrinhos no dia do seu batismo a 22 de maio de 2012

Na Suécia, o batismo das crianças da família real ao longo dos séculos foi considerada como uma cerimônia de estado, enquanto o batismo é de natureza totalmente privada em outras monarquias. 
A pia baptismal é de 106 centímetros de altura. O primeiro bebê real para ser batizado nesta fonte foi o futuro Gustav III em 1746. 
Embora o local dos batismo reais tenha variado, esta fonte que é sempre utilizada. 
A tradição dos padrinhos também é muito antiga. No batismo do Duque de Småland na Capela Real em 1782 eram cadeiras douradas no coro dos vários padrinhos. Os padrinhos dos reis da Prússia e Dinamarca não estiveram presentes pessoalmente no batismo mas nas suas cadeiras foram colocados retratos dos padrinhos. 
Por tradição, é sempre o arcebispo que realiza o batismo real. 

### Casamentos

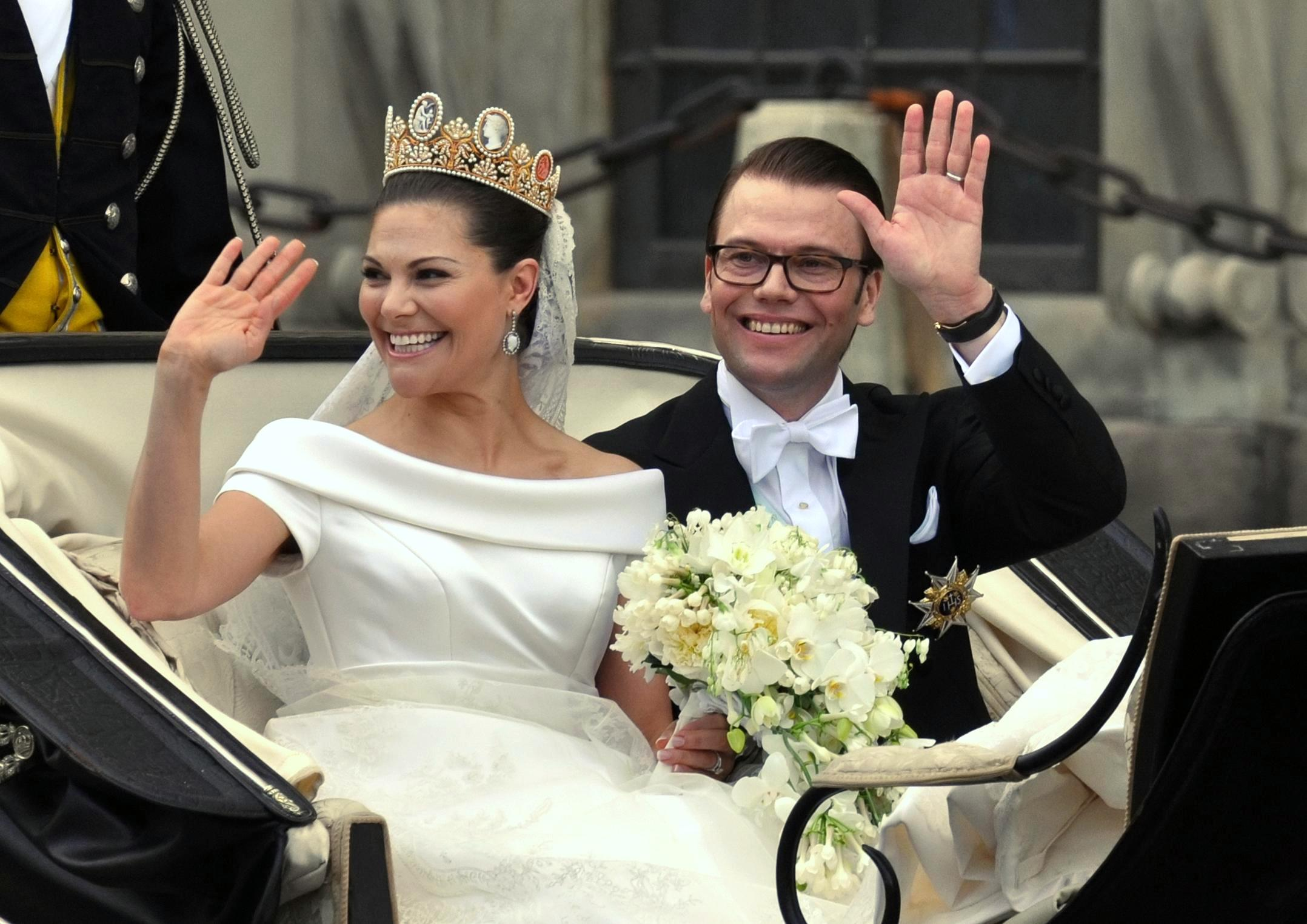
O Casamento Real da Princesa Vitoria com Daniel Westling a 19 de Junho de 2010.
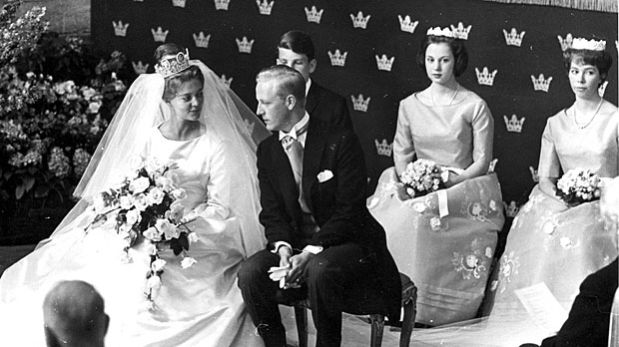
Casamento da Princesa Brigida em 1961.
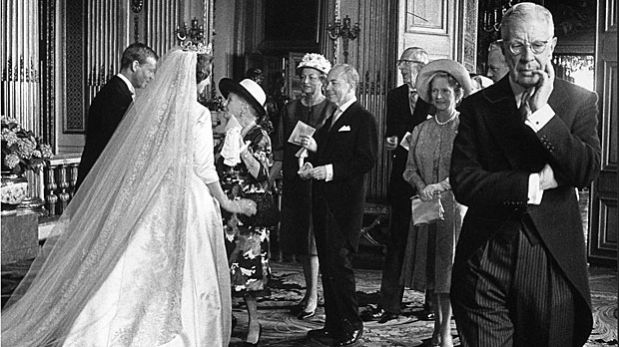
Casamento da Princesa Désirée em 1964.
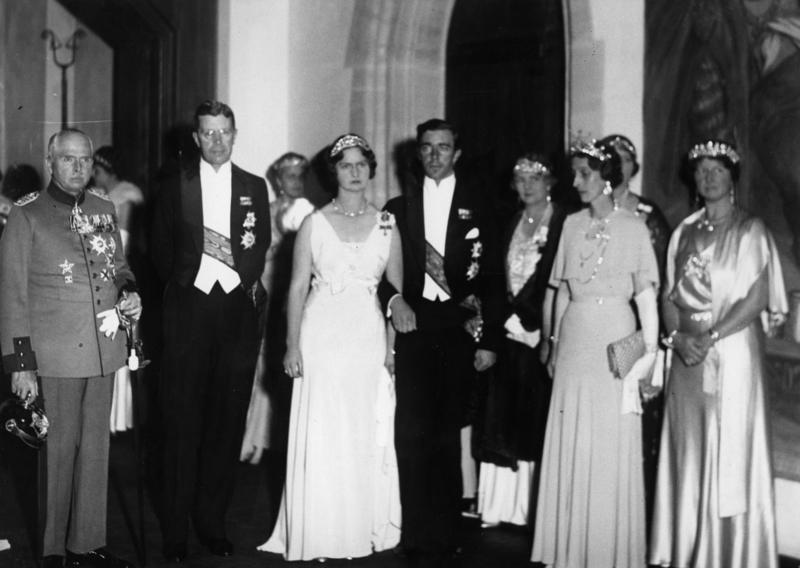
O Casamento de Sibila e Gustaf Adolf em 1932. São os pais do atual Rei da Suécia.

Os casamentos reais também tem muitas tradições na Suécia. Normalmente nas casamentos reais da Suécia estão presentes representantes de todas as famílias reais da Europa e de algumas famílias reais de outras partes do mundo. 
A cerimónia do casamento da Princesa Vitoria com Daniel Westling foi realizada por Anders Wejryd, arcebispo de Uppsala. Ele foi auxiliado por Lars-Göran Lönnermark, o Chefe do Tribunal de Justiça, e o Dr. Antje Jackelén, bispo de Lund. Vitoria usou a mesma tiara e o mesmo véu que a sua mãe usou no dia do seu casamento. Victoria andou pelo corredor com o pai, que depois entregou-a a Daniel, quebrando assim uma tradição. O casal de noivos, em seguida, parou na frente do arcebispo, que lhes falou sobre a importância de se apoiarem um ao outro no casamento.
Depois de Victoria e Daniel terem sido declarados marido e mulher, os cantores suecos Agnes Carlsson e Björn Skifs terminaram a cerimónia com a canção "Quando você diz ao mundo Você é meu", escrito para o casal. Victoria e Daniel caminharam sob espadas cruzadas depois de saírem da catedral.
Depois da cerimónia é tradição nos casamentos reais da Suécia os noivos serem transportados de coche pelas ruas de Estocolmo onde acenam ao povo.
Depois os noivos entram numa barcaça real sobre as águas de Estocolmo, a barcaça já foi usada durante o casamento em 1976 por o rei Carl XVI Gustaf com a rainha Silvia e também em 2010 no casamento da Princesa Vitória com Daniel Westling. Os noivos desembarcaram no palácio real, onde o banquete de casamento foi realizado mais tarde e onde todos os convidados esperam os noivos.

## Linha de sucessão
|  |  |  |  |  |

A linha de sucessão ao trono sueco é determinada pela Lei de Sucessão Sueca. Em 1980, a  Suécia aprovou primogenitura igual, o que significa que o filho mais velho do monarca, independentemente do sexo, tem prioridade na linha de sucessão. A Suécia tinha anteriormente em (desde 1810) a primogenitura agnática, o que significa que apenas homens podiam herdar o trono.

## Família Real da Suécia
- SM o Rei Carlos XVI Gustavo da Suécia
- SM a Rainha Sílvia da Suécia
- SAR Vitória, Princesa Herdeira da Suécia
- SAR Príncipe Daniel, Duque da Gotalândia Ocidental
- SAR Princesa Estela da Suécia, Duquesa da Gotalândia Oriental
- SAR Príncipe Óscar da Suécia, Duque da Escânia
- SAR Príncipe Carlos Filipe da Suécia, Duque da Varmlândia
- SAR Princesa Sofia da Suécia, Duquesa da Varmlândia
- SAR Princesa Madalena da Suécia, Duquesa da Helsíngia e Gestrícia
- SAR Princesa Leonor da Suécia, Duquesa de Gotlândia
- SAR Príncipe Nicolau da Suécia, Duque de Angermânia
- SAR Princesa Adriana da Suécia, Duquesa de Blecíngia
- SAR a Princesa Brígida

### Família alargada
Os membros não oficiais da Família Real, mas considerados como parte da Corte Real sueca:
- Margarida da Suécia, a Sra. Ambler, nascida a 31 de outubro de 1934.
- Princesa Désirée, Baronesa Silfverschiöld, nascida a 02 de junho de 1938.
- Princesa Cristina, Sra. Magnuson, nascida a 3 de agosto de 1943.
- Condessa Marianne Bernadotte de Wisborg (viúva do Uncle Sigvard), nascido a 15 de Julho de 1924
- Conde Bernadotte Carl Johan de Wisborg (tio paterno do rei), nascido a 31 de outubro de 1916, e da esposa:
- Condessa Gunnila Bernadotte de Wisborg, nascido a 12 de maio de 1923
- Cristine, a princesa Bernadotte (viúva do avô paterno do rei, o príncipe Carl), nascido a 22 de Abril de 1932

## Monogramas
Cada membro da Família Real Sueca tem o seu monograma real próprio.

Monograma Real de SM o Rei Carlos XVI Gustavo da Suécia
Monograma Real de SM a Rainha Sílvia da Suécia
Monograma Real de SAR Vitória, Princesa Herdeira da Suécia
Monograma Real de SAR Daniel, o Duque da Gotalândia Ocidental
Duplo Monograma de SAR Vitória, Princesa Herdeira da Suécia e de SAR Daniel, o Duque da Gotalândia Ocidental
Monograma Real da Princesa Estela, Duquesa da Gotalândia Oriental
Monograma Real de SAR Carlos Filipe da Suécia, o Duque da Varmlândia
Monograma Real de SAR Madalena da Suécia, a Duquesa da Helsíngia e Gestrícia
Monograma Real de SAR Liliana, a Duquesa de Halândia

## Armas
O grande brasão de armas da Suécia é também o brasão de armas pessoal do monarca. Outros membros da casa real usam versões modificadas do grande brasão de armas nacional. O Escudo Coração do casaco grande de armas é o brasão de armas da Casa Real de Bernadotte. Outros membros trocaram brasões e tem a sua própria arma. O monarca usa a coroa heráldica, coroa ranking, e tem armas vestes de púrpura.
Armas do Rei e rainha

Brasão de Armas de SM o Rei Carlos XVI Gustavo da Suécia
Brasão de Armas de SM a Rainha Sílvia da Suécia

A coroa e os braços da princesa é coroado pelo escudo heráldico. Príncipes e princesas tem brasões de armas encimado por uma coroa heráldica de príncipe. Terceiro campo a Força é a arma da paisagem que serve como titulo. Se a arma é representado com armas embainhadas e é azul.
Armas dos Príncipes

Brasão de SAR Vitória, Princesa Herdeira da Suécia
Brasão de SAR Daniel, o Duque da Gotalândia Ocidental
Brasão de SAR Estela, Princesa da Suécia e Duquesa da Gotalândia Oriental
Brasão de SAR Carlos Filipe da Suécia, o Duque da Varmlândia
Brasão de SAR Madalena da Suécia, a Duquesa da Helsíngia e Gestrícia

## Medalhas

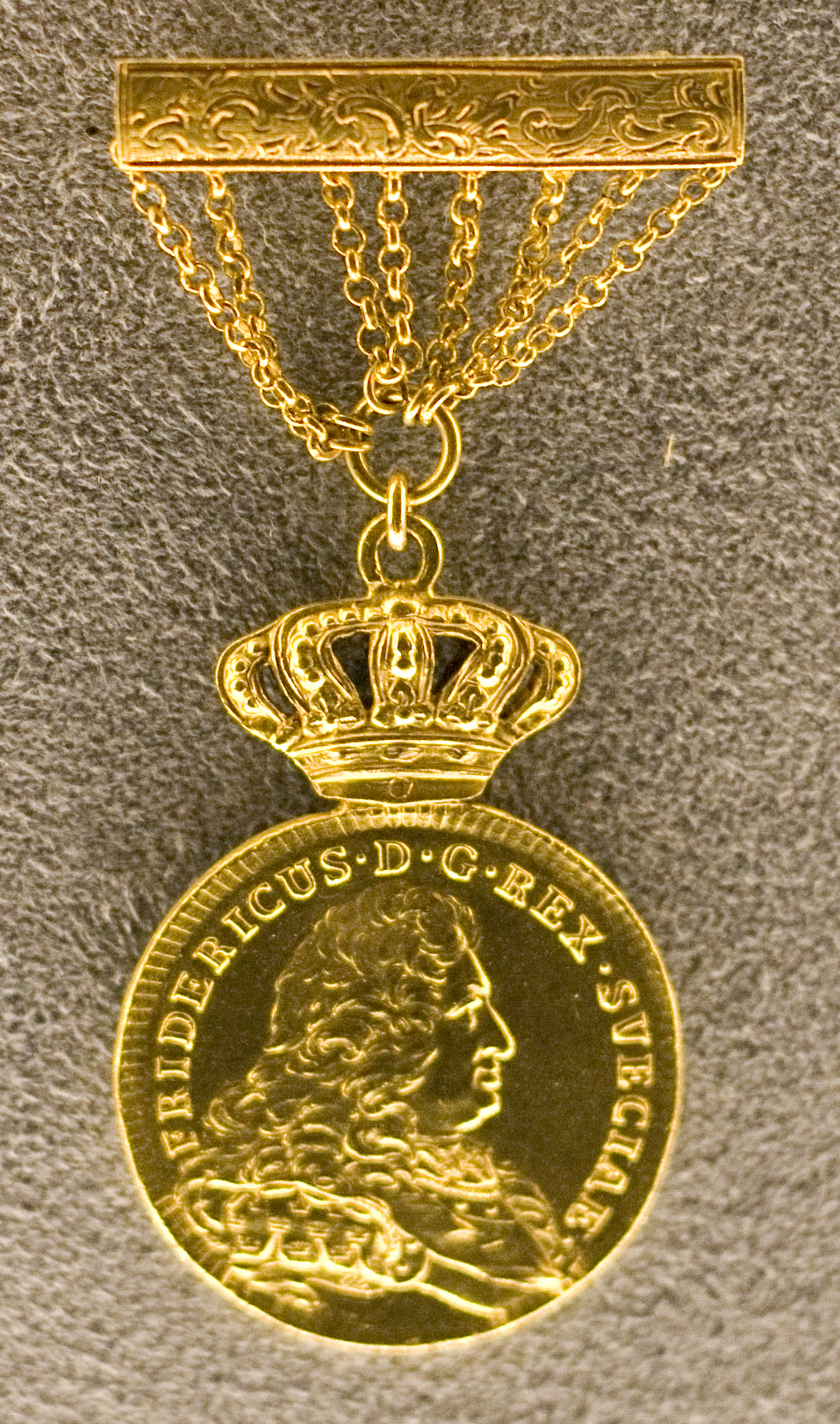
Medalha Serafim
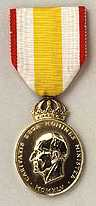
Medalha Príncipe Carl

As Medalhas conferidas aos cidadãos suecos e estrangeiros pelo Rei pelas suas contribuições excepcionais para a sociedade e também como uma lembrança de pessoas importantes ou eventos importantes. Em contraste com as ordens que são medalhas redondas ou ovalis. Na frente, elas muitas vezes têm uma imagem de relevo e na parte de trás uma nota, indicando a finalidade para a qual a medalha foi atribuída. 
O Governo sueco também distribui medalhas, principalmente medalhas Illis quorum meruere labores, ea medalha que significa o O zelo e a probidade ao serviço do reino'. Além disso são distribuídas medalhas reais em academias e em uma grande variedade de corporações semi-oficiais e privados.
- Medalha Serafim: Esta medalha foi criada em 1748. A medalha é uma das ordens, mas depois de 1974 ficou diretamente à disposição do rei. É oferecida designadamente às pessoas pelo seu trabalho humanitário ou em benefício social. A medalha carrega a imagem do rei Frederico I e é banhada em ouro, de tamanho 8 e usado nos elos da cadeia no peito.

- Medalha de SM o Rei:  Esta medalha foi criada em 1814. É atribuída aos cidadãos suecos e estrangeiros por méritos especiais, bem como executivos do Rei pelo seu serviço longo e fiel. A medalha pode ser dividido em: ouro de tamanho 12 com diamantes para ser usado ao redor do pescoço em uma corrente; ouro de tamanho 12 para ser usado ao redor do pescoço em uma corrente ; ouro (prata dourada) de tamanho 12 para ser usado ao redor do pescoço da Ordem da fita Serafim; ouro (prata dourada) de tamanho 12 para ser usado em fita azul brilhante; ouro (prata dourada) de tamanho 8 para ser usado sobre o peito da Ordem da fita Serafim; ouro (prata dourada) de tamanho 8 para ser usado no peito em uma fita-azul brilhante; de prata de tamanho 8 para ser usado no peito em uma fita-azul brilhante.

- Litteris et Artibus: Foi criada em 1853 por o Principe Herdeiro Carl (XV). A Litteris et Artibus é o prémio para a ciência e arte. A medalha é concedida por notáveis realizações artísticas, principalmente na música, produção teatral e literatura. A medalha é concedida de preferência por Charles Day, em 28 de Janeiro e por Gustav no dia 6 de Junho. A medalha é concedida em ouro (prata dourada) de tamanho 8 e é usada no peito em uma banda brilhante e azul (em casos especiais em banda Serafim). No verso (frente) da medalha é o busto do rei reinante e no verso (costas) é a inscrição Artibus Litteris et cercadas por uma coroa de louros aberta

- Jubileu e sinais comemorativos: Uma tradição na família real sueca tem sido em vários momentos até comemorativos e sinais memoriais para eventos especiais. O mais velho são os patrocinadores do príncipe Gustavo Adolfo, apresentados pelo Rei Gustav III em 1778. Em 1897 veio Oscar II em memória do Jubileu seguido pelo príncipe herdeiro Gustaf (L) e da Princesa Victoria, da medalha de prata em 1906. O Rei Oscar III e bodas de ouro da Rainha Sofia em 1907 criou um sinal de casamento de ouro. Além disso, Gustaf V assinalou o Jubileu da memória (1928 e 1948) e medalha comemorativa de Gustaf V da (1951) e Medalha Comemorativa Gustaf VI Adolf (1967). A mais recente personagem real da memória do jubileu são caracteres do Rei Carl XVI Gustaf pelo aniversário. Este foi desenhado pelo artista Ernst Nordin e emitido em conexão com o aniversário dos 50 anos do Rei, em 1996.

- Medalha Princesa Eugen: foi criada pelo rei Gustaf V pelos 80 anos da princesa Eugene em 1945. A Medalha é conferida pela atividade artística excepcional. Ocorre no Dia Eugene em 5 de Novembro. A medalha é concedida em ouro (prata dourada) de tamanho 8 e é usada no peito em branco-amarelo-branco com listras banda e borda azul.

- Medalha Príncipe Carl: A Medalha do Príncipe Carl foi criada pelo rei Gustaf V em renúncia do príncipe Charles, como presidente da Cruz Vermelha Sueca em 1945. É concedido para nacionais, internacionais por atividades humanitárias. A medalha é concedida em 01 de dezembro. A medalha é concedida em ouro (prata dourada) de tamanho 8 e é usado desde 1975 no peito numa fita amarela e branca com listras vermelhas.

## Tiaras da Família Real Sueca

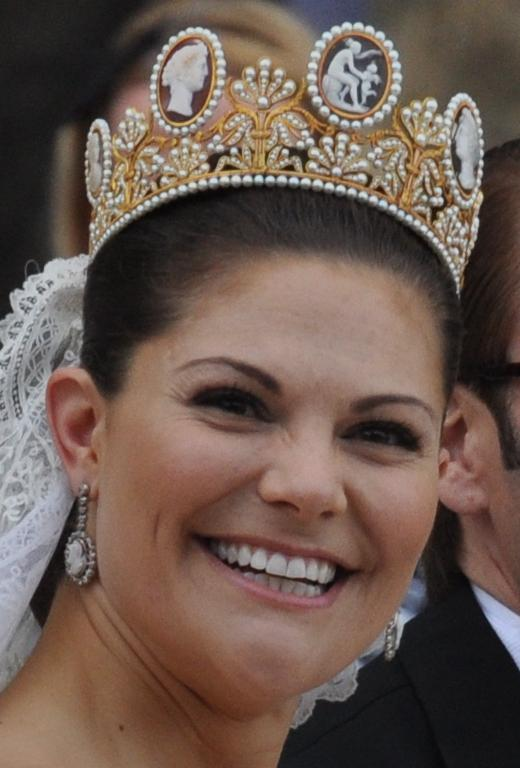
A Princesa Vitória no dia do seu casamento, onde usou a tiara Camafeu.
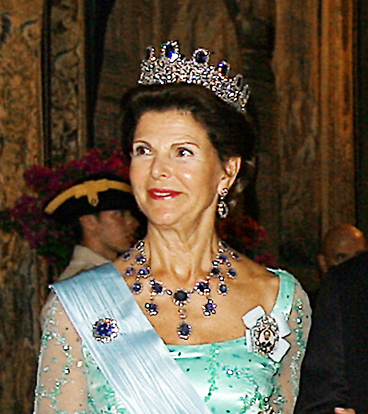
A Rainha Sílvia usa várias vezes a Tiara Leuchtenberg.
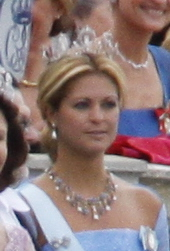
A Tiara Connaught é uma das preferidas da Princesa Madalena.
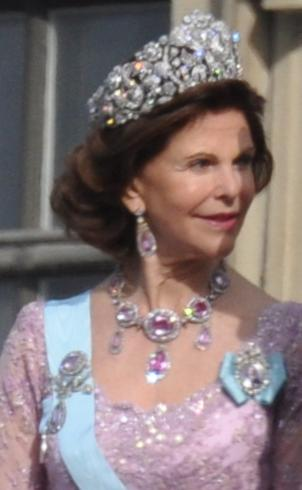
A Tiara Bragança é uma das preferidas da Rainha Silvia da Suécia.
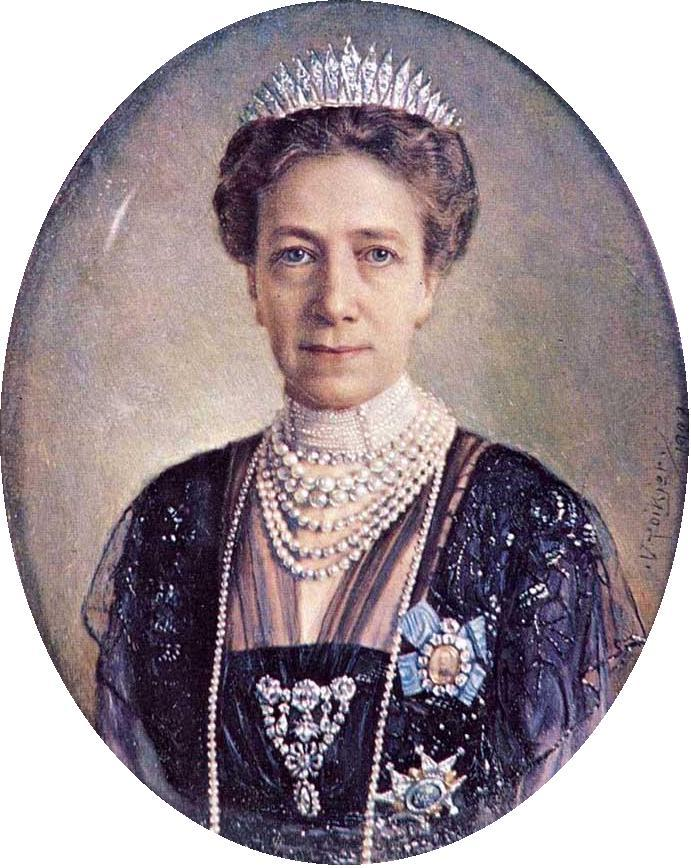
A Rainha Vitória de Baden usava a Tiara de Baden.
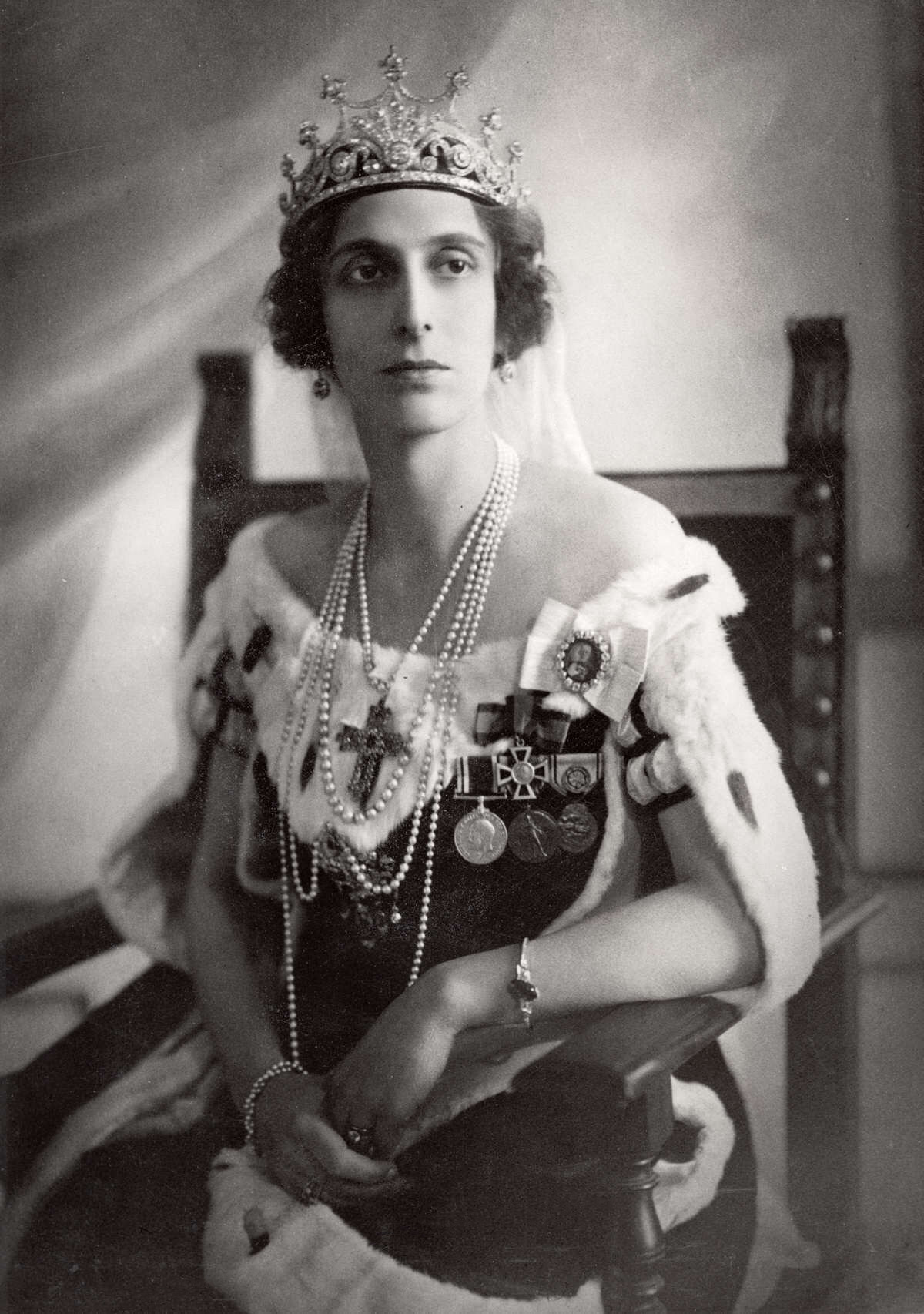
A Rainha Luisa a usar a Tiara de Diamantes da Rainha Sophia.

- Tiara Camafeu pertencia a Napoleão e foi oferecia à Imperatriz Josephine, a tiara chegou à família real sueca, quando a neta da imperatriz Josephine casou com o Rei Oscar I em 1823. Normalmente esta tiara é usada pelas princesas da família real sueca no dia do seu casamento, aliás a Princesa Vitoria usou-a no dia do seu casamento.
- Tiara Connaught projetada com voltas de diamantes, com flores cobertas por arcos e com gotas de diamante.
- Tiara Bragança toda feita de diamantes, uma peça francesa do século XVIII que foi modernizada em 1820 para lhe dar sua forma atual. É também chamada tiara Brasileira porque pertencia à brasileira Imperatriz Amélia, a irmã mais nova da Rainha sueca Josephine. É uma das tiaras preferidas da Rainha Silvia da Suécia.
- Tiara de Leuchtenberg é uma tiara da família real sueca que inicialmente pertencia à Imperatriz Josefina que, depois de seu casamento com Napoleão, encomendou vários jogos de pedras preciosas para seu uso privado e foi herdada pela sua neta, Josefina de Leuchtenberg, filha de Eugênio de Beauharnais, enteado de Napoleão, que trouxe com ela o grande tesouro à Suécia quando, em 1823, casou com o rei Óscar I. Este conjunto de jóias chamado de Tesouro de Leuchtenberg tem para além da tiara também uma pregadeira, um colar, pendentes e dois brincos.
- Tiara do Rei Carlos Gustavo foi um presente feito pelo Rei à sua esposa, a Rainha Silvia, por ocasião do décimo aniversário de casamento. A tiara pode ser usada como colar.
- Tiara de Baden esta tiara pertenceu à família dos Baden (daí o seu nome) e foi um presente que os Grão-duques fizeram à sua filha por ocasião do seu casamento com o futuro rei Gustavo V, em 1881. É uma das tiaras favoritos da família real sueca.
- Tiara de Rosas, pertenceu ao fundador da dinastia dos Bernadotte, Carlos XIV. Distingue-se por os seus seis diamantes (também se pode usar com cuatro) em forma de botão de flor.
- Primeira Tiara Princesa Victoria A Primeira tiara da princesa herdeira da Suécia, Vitória.
- Tiara Napoleónica Amethyst Esta tiara ametista remonta ao tempo do primeiro Império francês, constituída por um colar, brincos de pingente, duas pulseiras, broche e corpete ornamentado. Mais provável o conjunto ter sido um presente de casamento de Napoleão à sua primeira esposa. O casal, por sua vez, deu a tiara para a sua filha, Josephine, quando ela se casou com o príncipe herdeiro Oscar da Suécia. Várias Senhoras da Família Real Sueca têm usado peças desta tiara, mas foi a Rainha Silvia, que converteu o colar em uma tiara, enquanto as duas pulseiras podem ser usadas com o corpete para formar um colar.
- Tiara Napoleónica Cut-Steel Uma tiara de corte-aço polido com ouro em projetos de folhas de Carvalho, bolotas, flores e penas. A rainha Josephine trouxe-a para a Suécia, onde ela definhou por muitos anos, até ser redescoberta pela Rainha Silvia.
- Tiara de Diamante da Rainha Sophia Uma tiara de diamantes com um design distinto neoclássico. Ela foi feita em Berlim para a esposa do Rei Oscar IIs, a Rainha Sophie, Princesa de Nassau. Formou-se nove pinos cobertos com clusters como uma estrela de cinco pontas de diamantes de collet, englobando motivos clássicos comum a era vitoriana.
- Tiara Sencila Tem duas bandas muito finas de diamantes unidas entre si no centro por uma grande agua marina oval.

## Residências reais

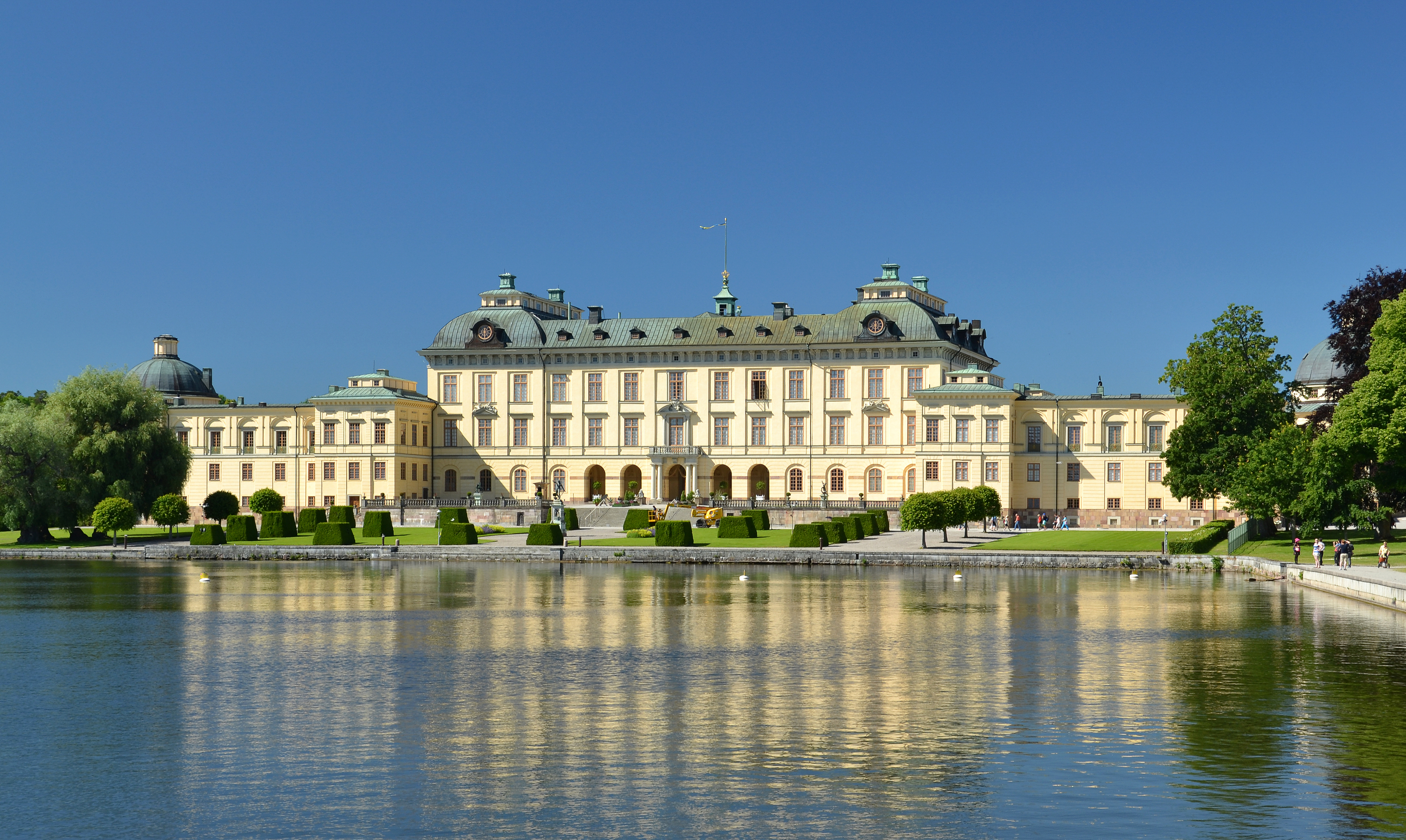
Palácio de Drottningholm
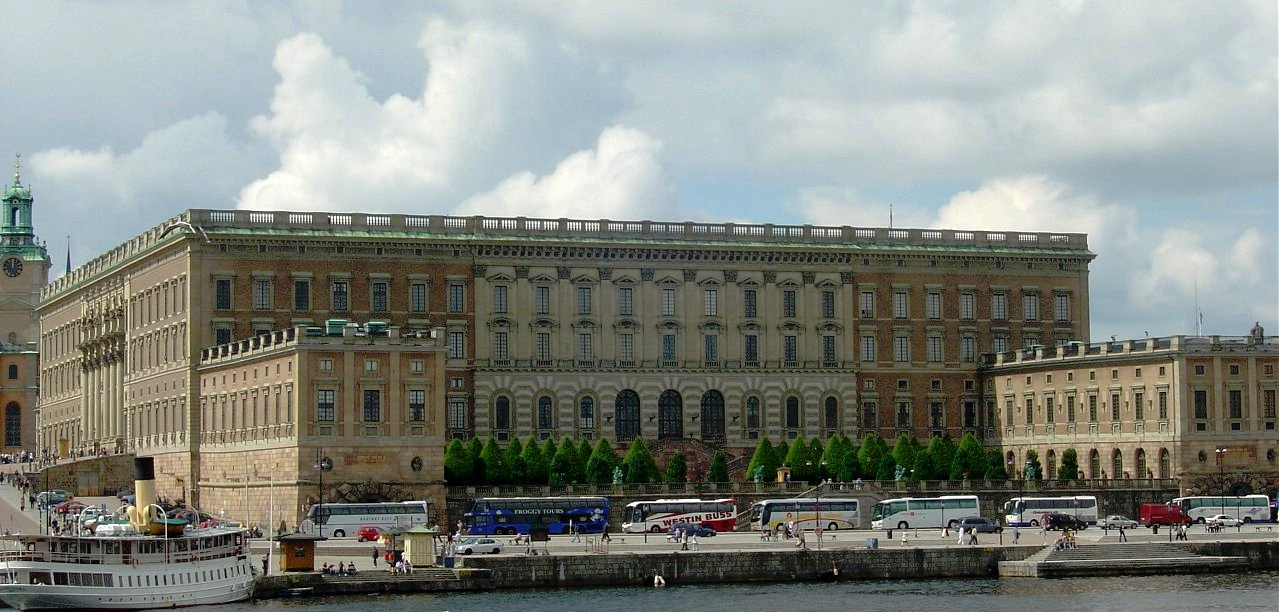
Palácio Real de Estocolmo
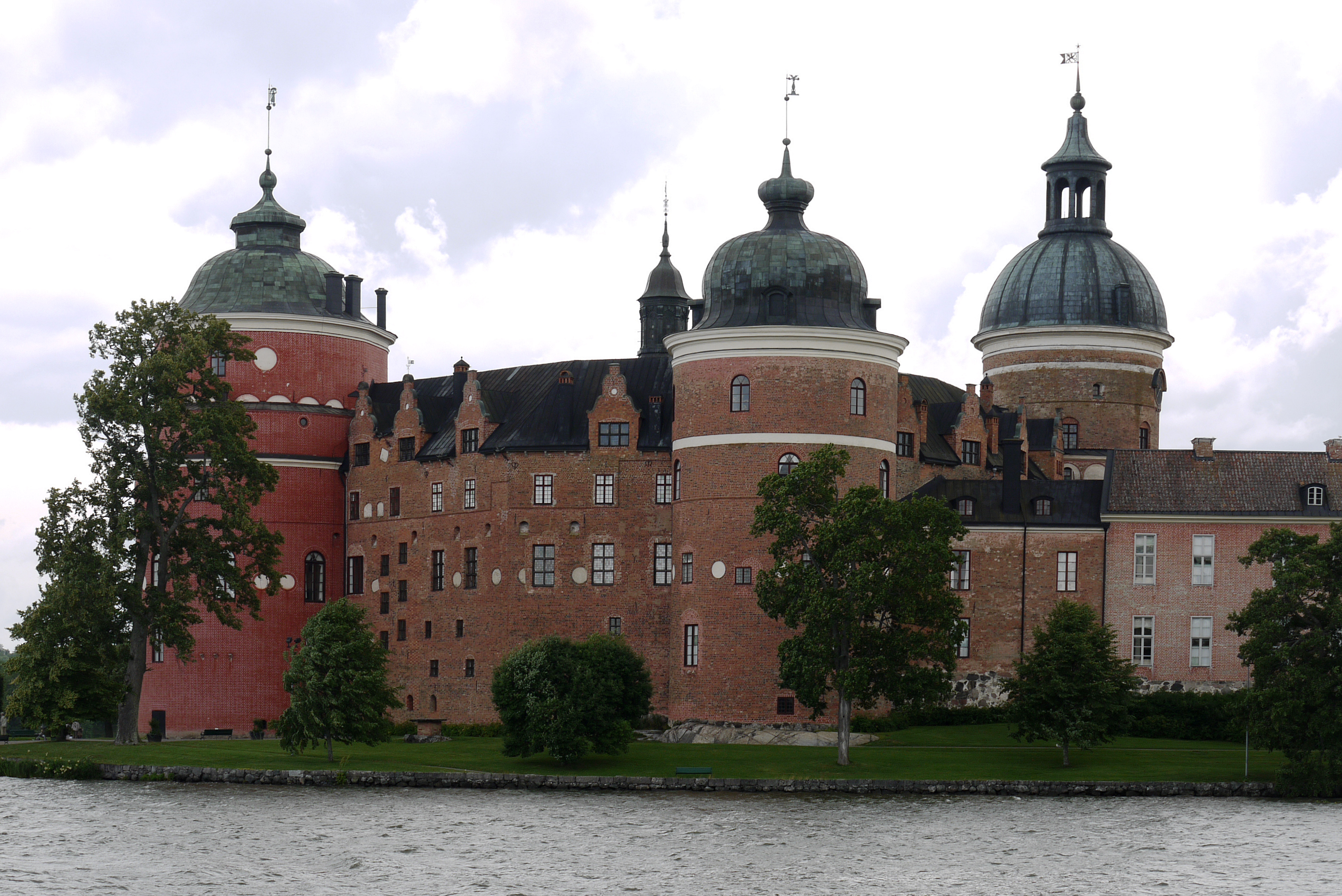
Castelo Gripsholm
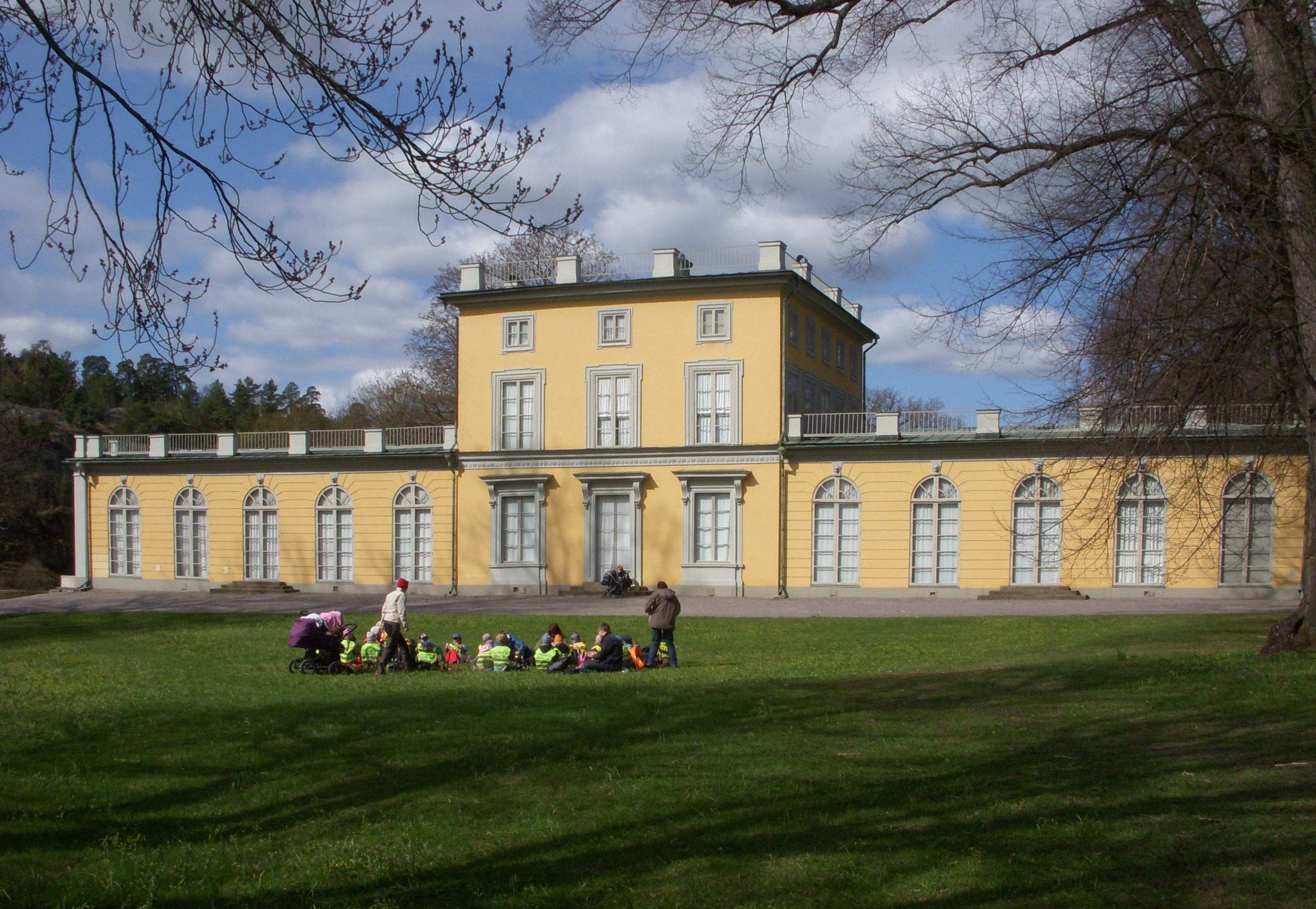
Pavilhão Gustav III
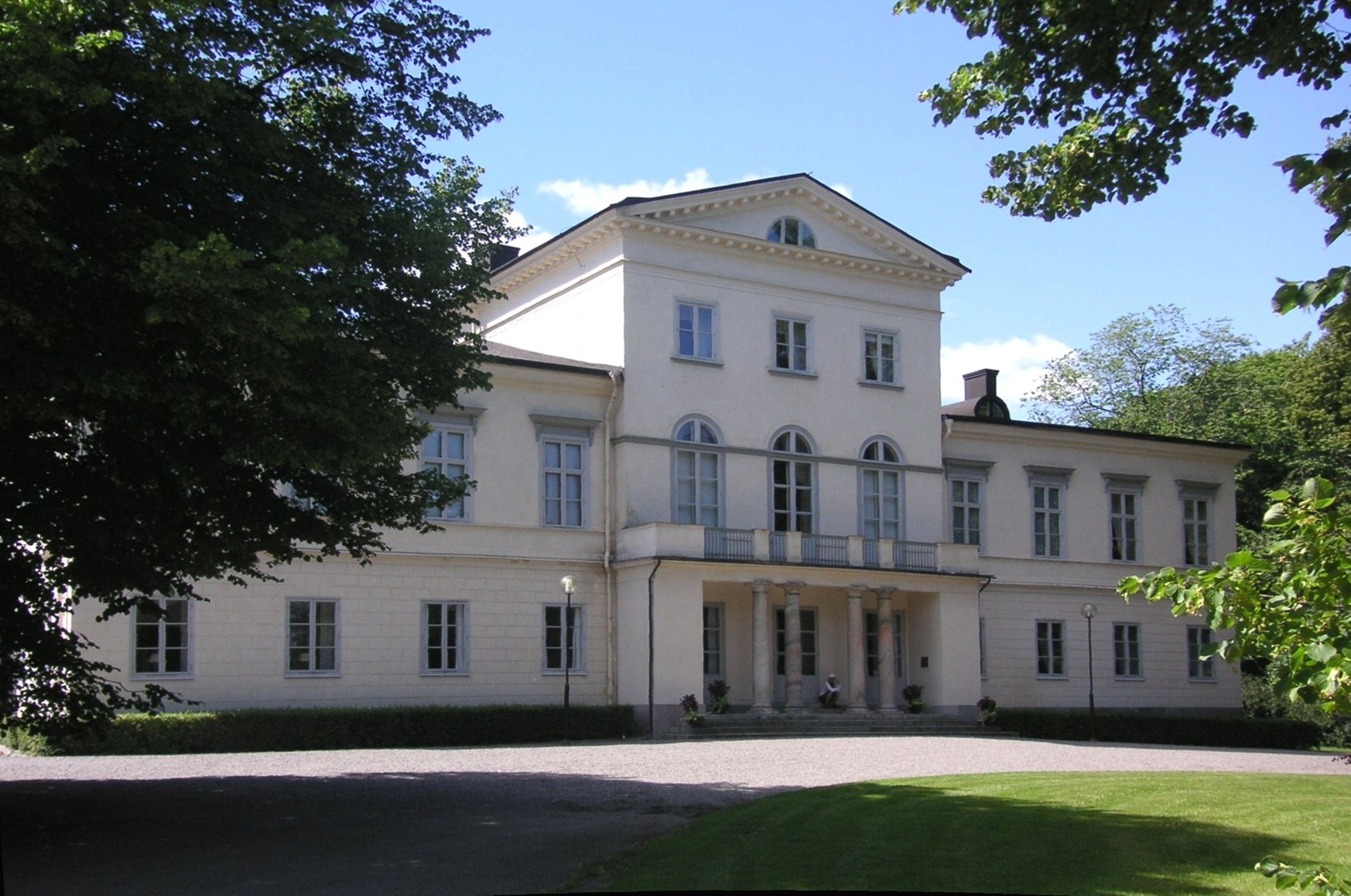
Palácio de Haga
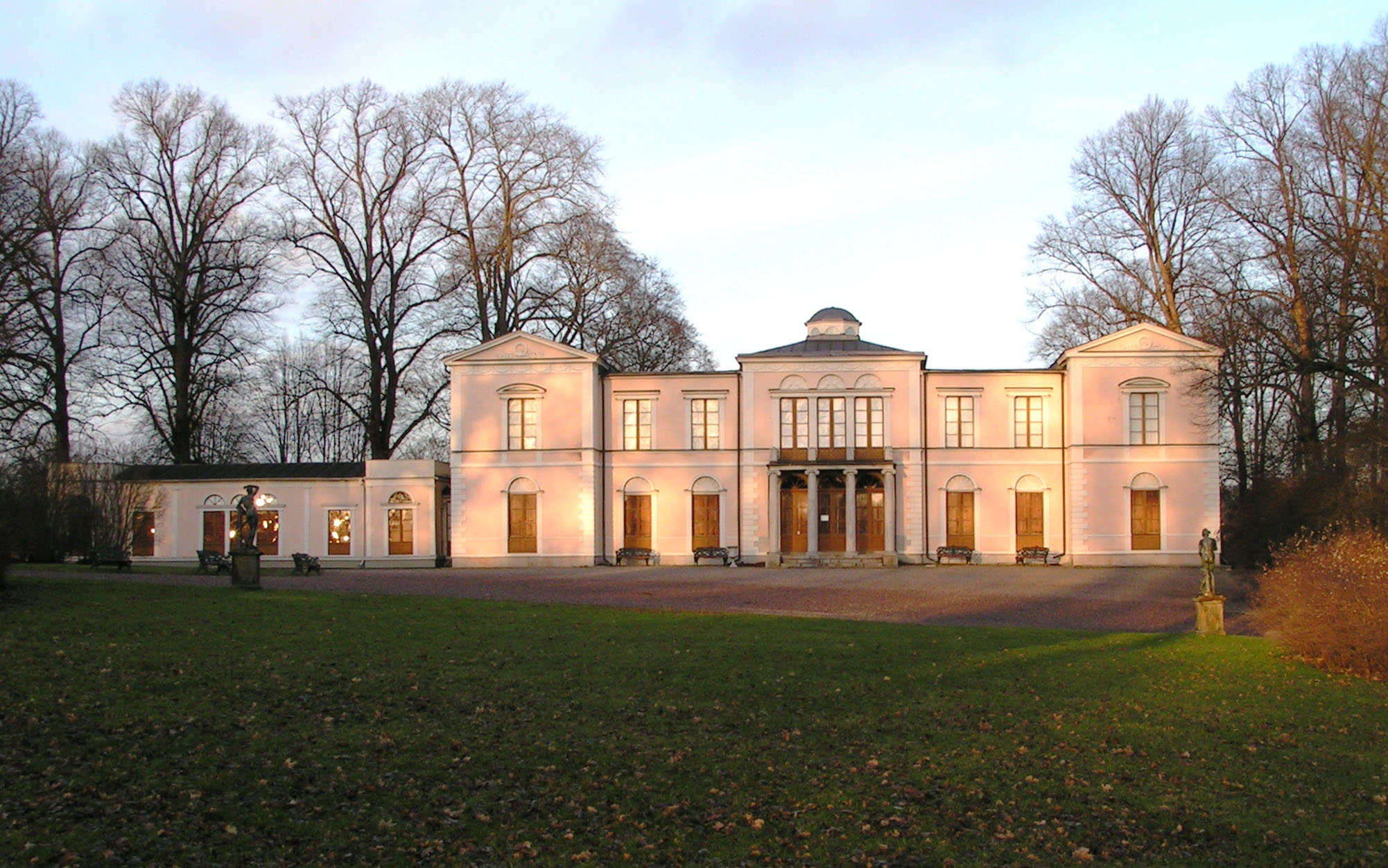
Palácio de Rosendal
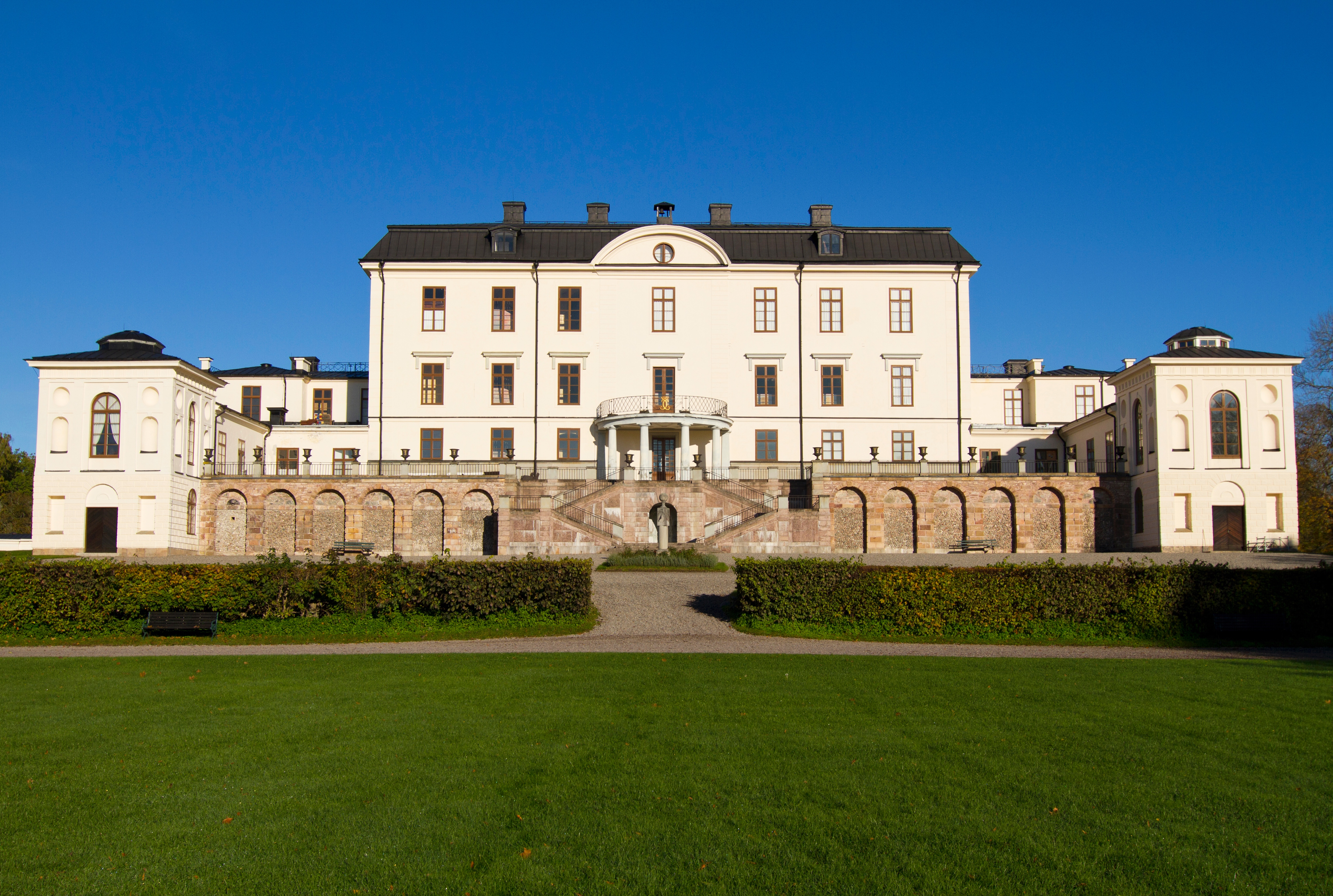
Palácio de Rosersberg
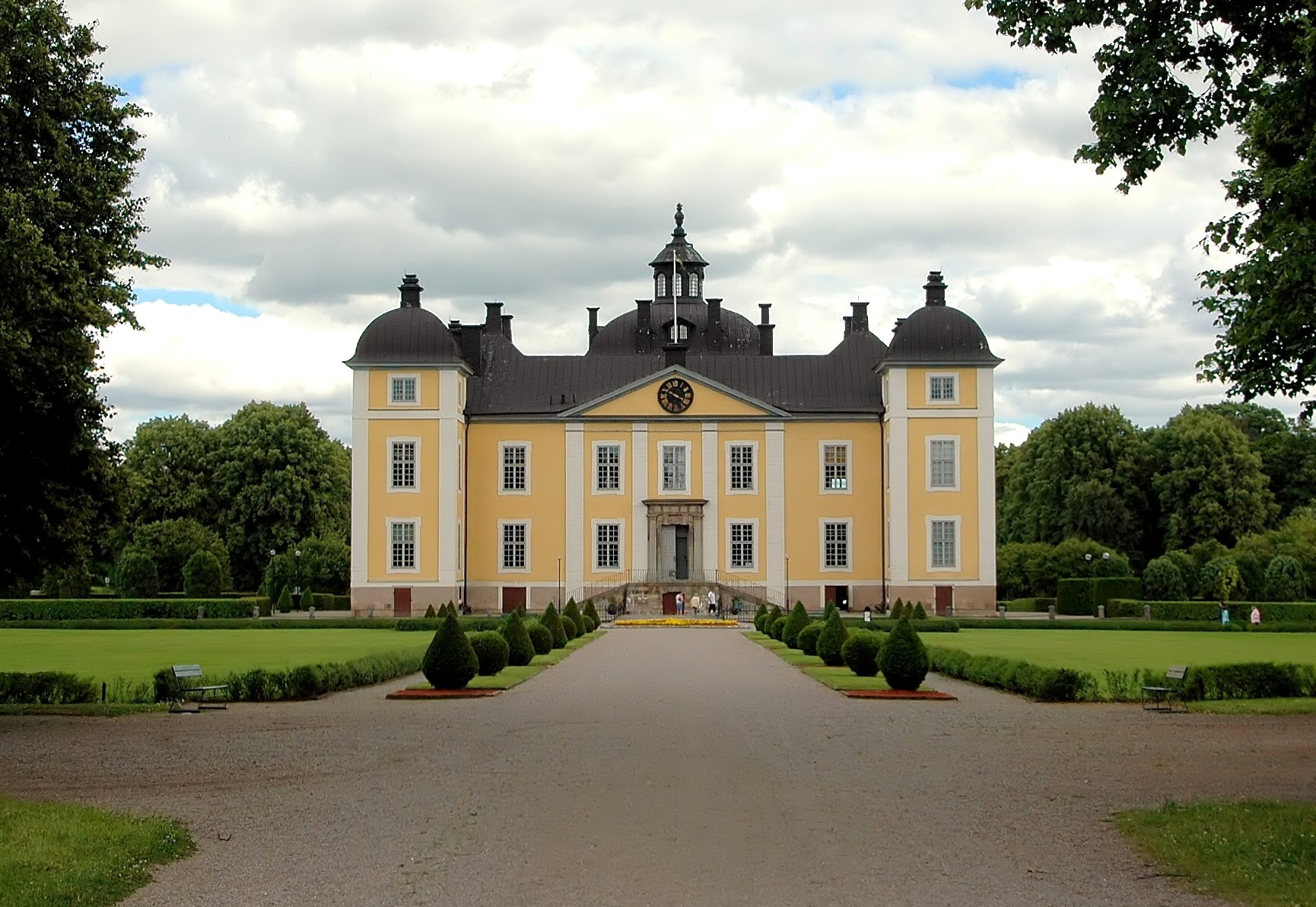
Palácio de Strömsholm
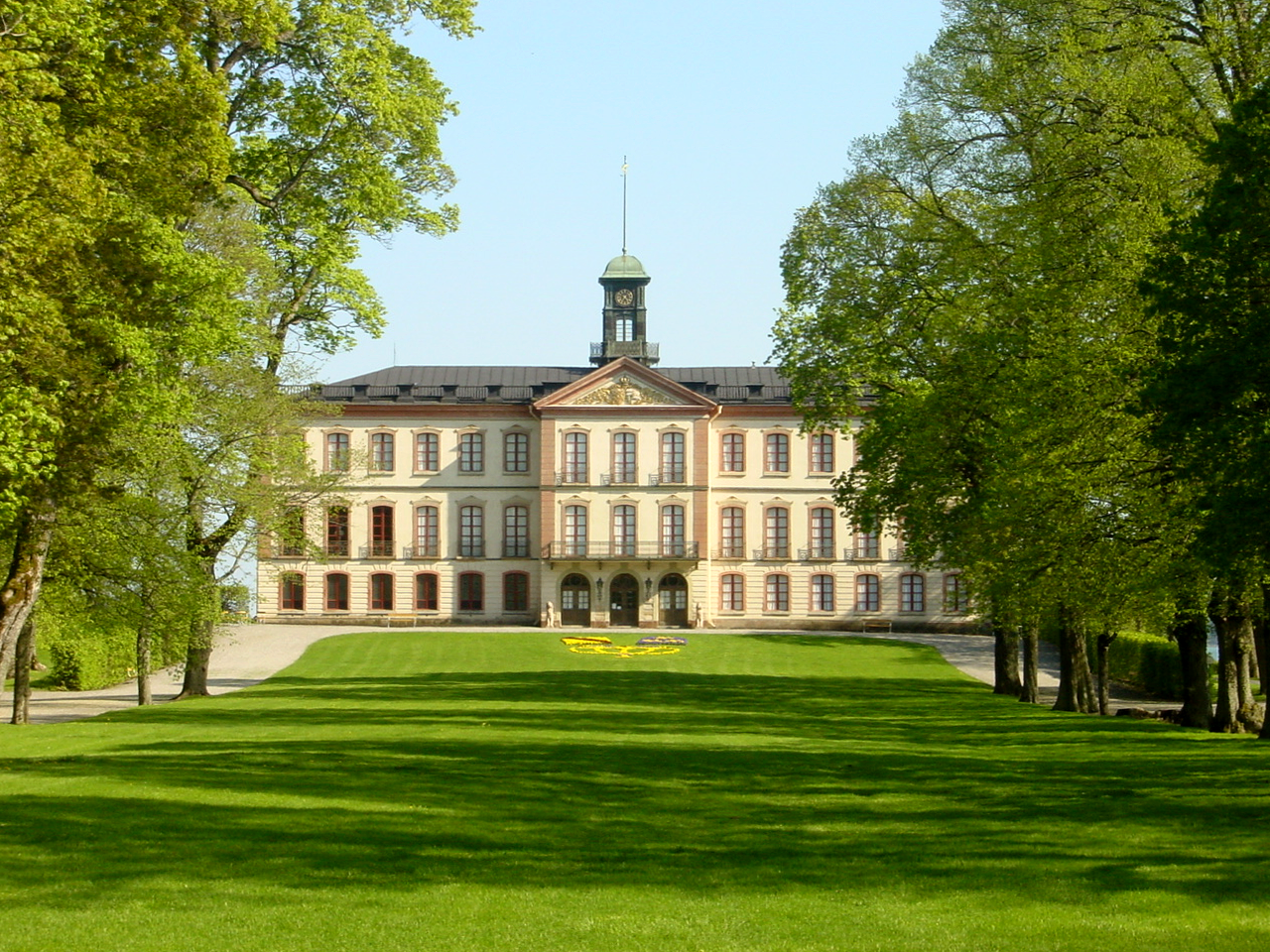
Palácio de Tullgarn
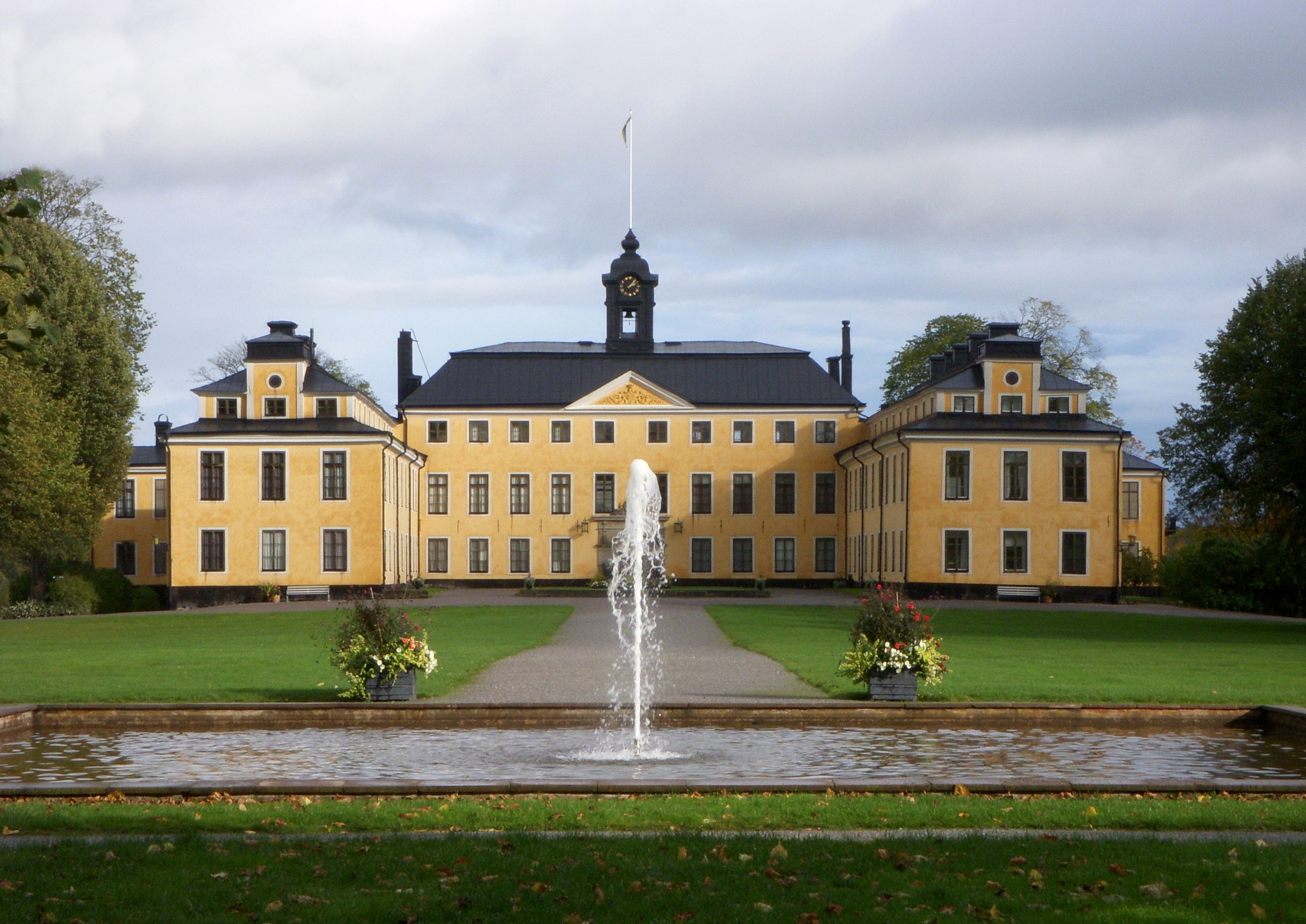
Palácio de Ulriksdal
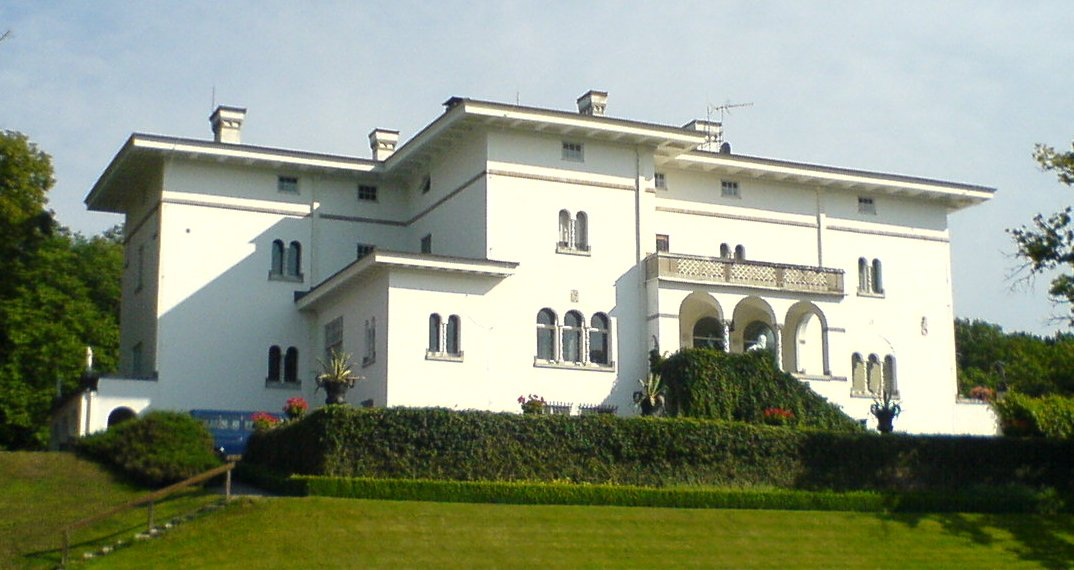
Palácio Solliden
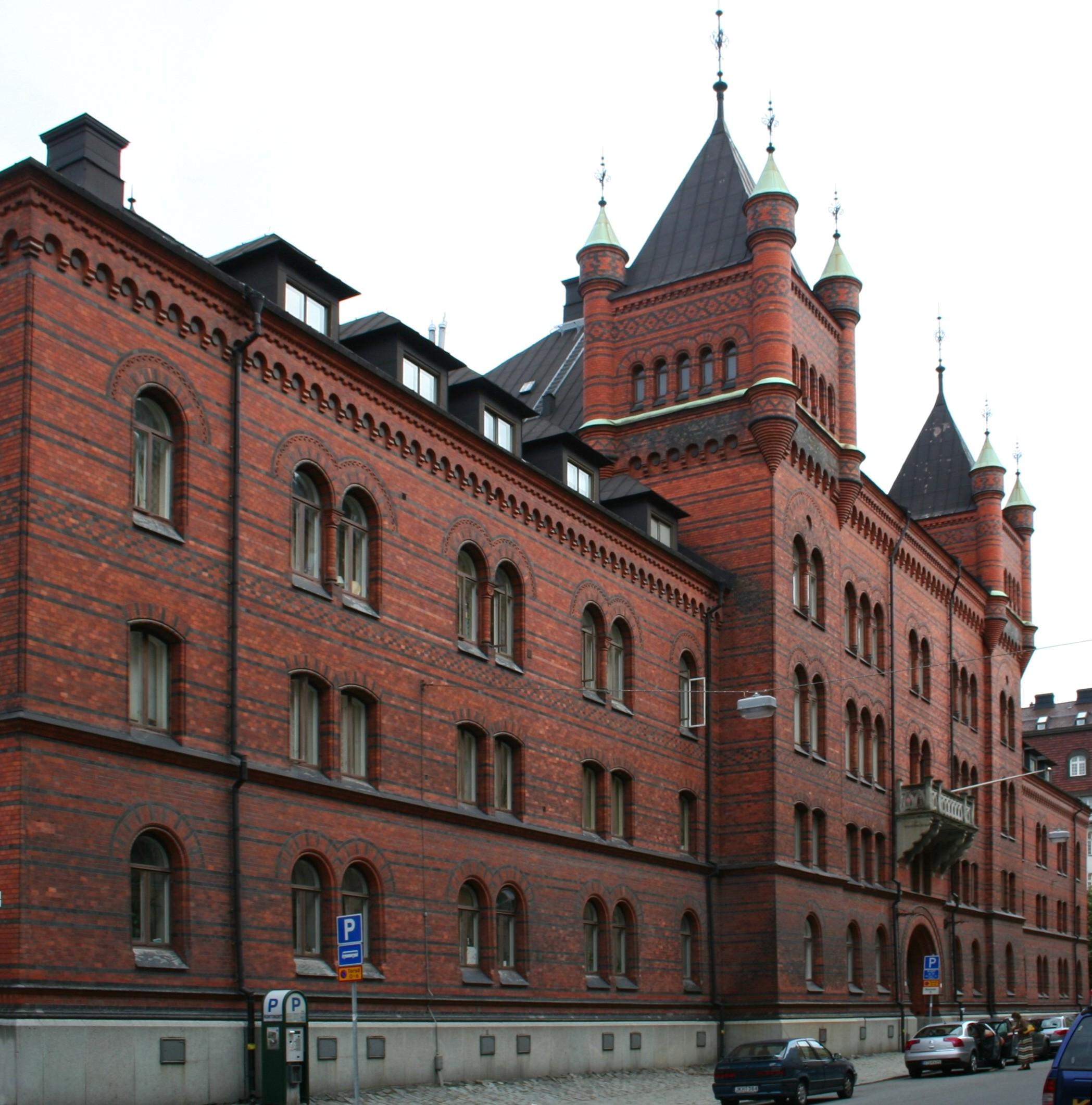
Hovstallet, Väpnargatan
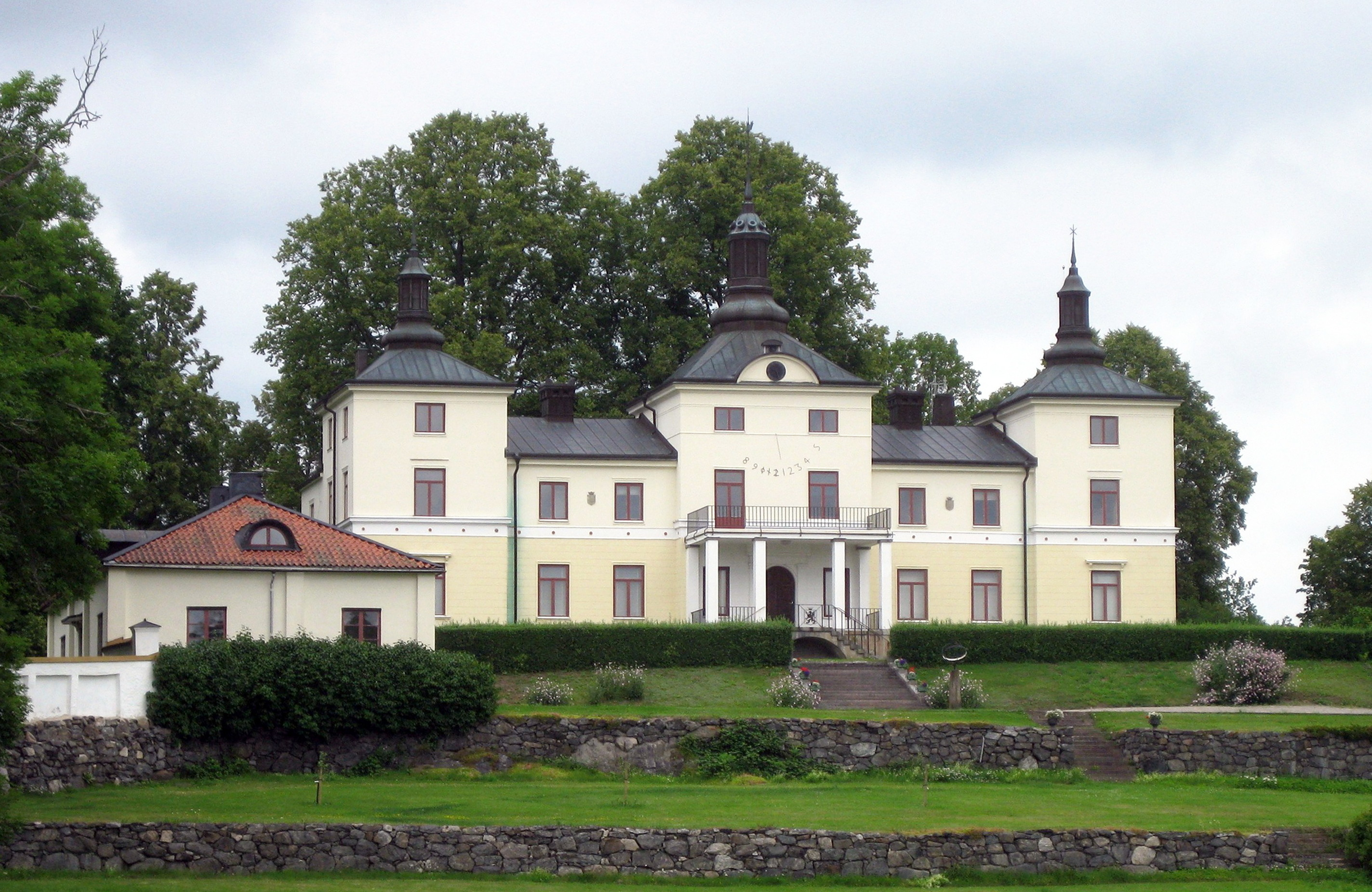
Palácio Stenhammars
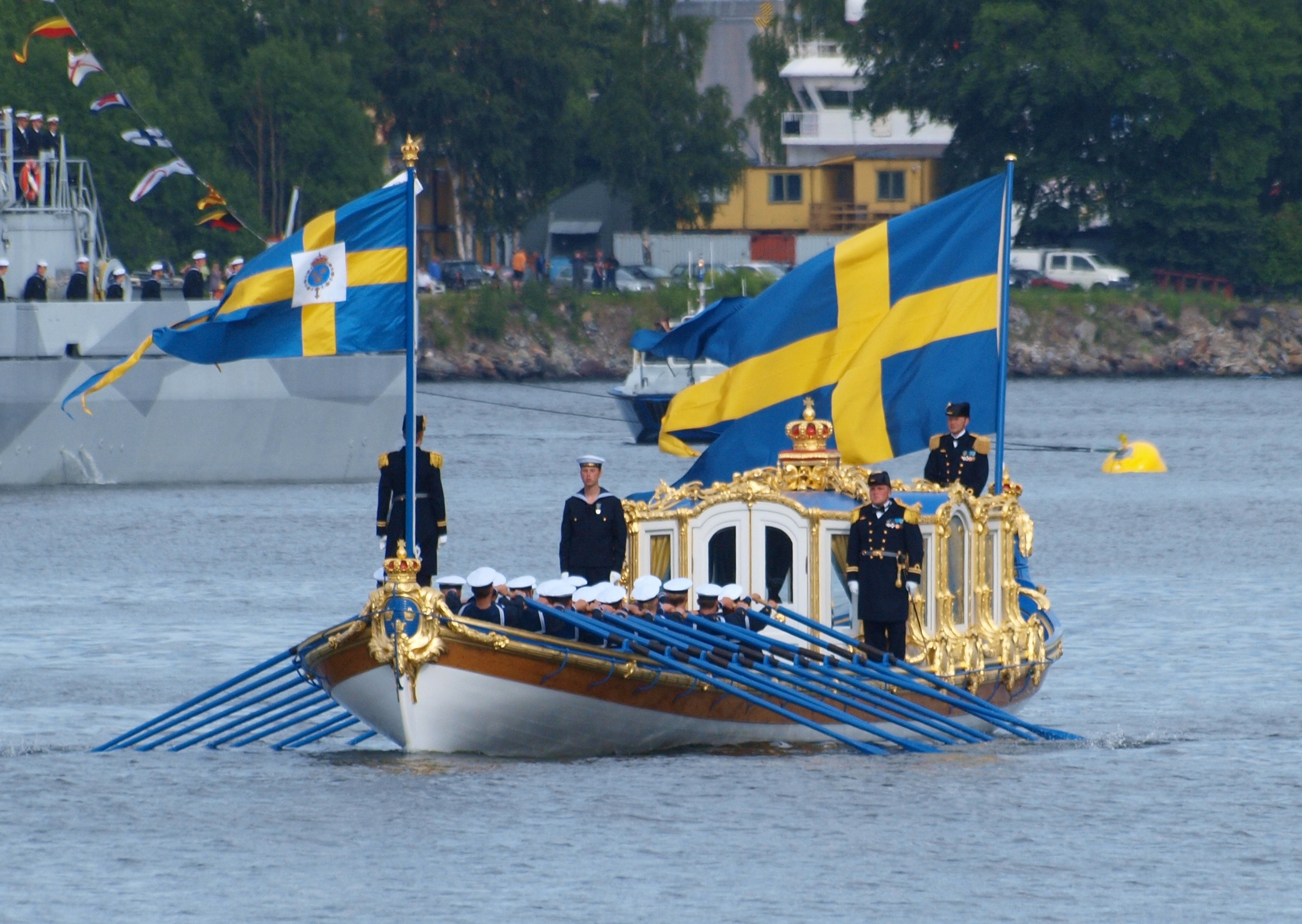
Vasaorden (Barco Real Sueco)

- O Palácio de Drottningholm é uma residência particular da Família Real Sueca, localizado em Drottningholm (significando literalmente "Ilha da Rainha"). Foi construído no final do século XVI,  na ilha de Lovön, município de Ekerö, Condado de Estocolmo. Actualmente, além de ser uma das residências da Família Real da Suécia, constitui uma popular atracção turística.
- O Palácio Real de Estocolmo (Stockholms slott, em sueco) é a residência oficial e o maior de todos os palácios reais do Monarca da Suécia (a residência particular da Família Real Sueca é o Palácio de Drottningholm). O Palácio de Estocolmo está localizado na ilha de Stadsholmen, em Gamla Stan (a cidade velha), na capital, Estocolmo. É vizinho do Riksdag, o parlamento da Suécia. Os gabinetes particulares do monarca (actualmente Carlos XVI Gustavo) e de outros membros da família real, bem como os gabinetes administrativos da Corte Real da Suécia estão ali localizados. O palácio também é usado para fins representativos pelo Rei, no decurso dos seus deveres enquanto Chefe de Estado.
- O Palácio de Haga é a residência dos príncipes Princesa Vitória e Daniel.
- O Hovstallet, Väpnargatan tem um número de andares à disposição da Família Real.